# Basilica Minor
Basilica Minor, det vil sige Mindre basilika er en titel indenfor den katolske kirke som gives som æresbetegnelse til visse kirkebygninger som af historiske eller andre grunde nyder en særlig status. Disse kirker er ofte eksempte, det vil sige undtaget, fra dele af den ordinære kirkelige jurisdiktion.
I 2013 var der i verden 1.689 mindre basilikaer og fire større basilikaer (Basilica Major).

## Pavelige mindre basilikaer
Der er tre  pavelige mindre basilikaer: San Lorenzo fuori le Mura (Rom), Sankt-Frans-basilikaen (Assisi) og Santa Maria degli Angeli (Assisi).

## Pontifikale mindre basilikaer
Der er fire  pontifikale mindre basilikaer: San Nicola (Bari), Basilica della Santa Casa (Loreto), Sant'Antonio di Padova (Padova) og Santuario della Beata Vergine del Rosario di Pompei (Pompei).

## Mindre basilikaer
Blandt de mindre basilikaer kan nævnes Sacré-Cœur i Paris og Sagrada Família i Barcelona.